# Mingus at Carnegie Hall
Mingus at Carnegie hall es un álbum de Charles Mingus grabado el 19 de enero de 1974 en el Carnegie Hall, y consistió en una "jam session" entre músicos de la banda de Mingus y otros músicos invitados que habían tocado con él anteriormente. Fue producido por Joel Dorn e İlhan Mimaroğlu.

## Intérpretes
- The Mingus Group: Charles Mingus, bajo; George Adams, saxo tenor; Hamiet Bluiett, saxo barítono; Jon Faddis, trompeta; John Handy, saxo alto y tenor.
- Músicos invitados: Rahsaan Roland Kirk, saxo tenor y stritch; Charles McPherson, saxo alto; Don Pullen, piano; Dannie Richmond, batería.

- Datos: Q3858396